# Krechowice
Krechowice, do 2012 Krechowce (ukr. Креховичі, Krechowyczi) – wieś na Ukrainie, w obwodzie iwanofrankiwskim, w rejonie rożniatowskim.
Znajduje tu się stacja kolejowa Rożniatów, położona na linii Stryj – Iwano-Frankiwsk (odcinek dawnej Galicyjskiej Kolei Transwersalnej).

## Historia
Słownik Geograficzny Królestwa Polskiego podaje: wieś w powiecie dolińskim, 13 km na północny wschód od Doliny, 7 km na północ od sądu powiatowego w Różniatowie. Na zachód leżą Rachiń i Raków, na południe Swaryczów, na południowy wschód Broszniów, na wschód Hołyń, na północy Kadobna. Pod koniec XIX grupa domów i gorzelnia we wsi nosiły nazwę Łapszyn.
Miejsce urodzenia Augusta Bielowskiego.
Pod okupacją hitlerowską istniała gmina Krechowice.